# C’est ma vie (singel Eweliny Saszenko)
C’est ma vie – utwór litewskiej piosenkarki Eweliny Saszenko, wydany w formie singla w 2011. Piosenkę napisali  Paulius Zdanavičius i Andrius Kairys.
W 2011 utwór zwyciężył w programie Euroviisut 2011, dzięki czemu reprezentował Litwę podczas 56. Konkursu Piosenki Eurowizji. 12 maja został zaprezentowany przez Saszenko w pierwszym półfinale Eurowizji i z piątego miejsca awansował do finału, w którym zajął 19. miejsce po zdobyciu 63 punktów, w tym maksymalnej noty (12 punktów) z Polski.

## Lista utworów
CD single
1. „C’est ma vie” – 3:04